# Дания на летних Олимпийских играх 1960
Дания принимала участие в Летних Олимпийских играх 1960 года в Риме (Италия) в тринадцатый раз за свою историю, и завоевала две золотые, три серебряную и одну бронзовую медали. Сборную страны представляли 100 участников, из которых 12 женщин.

## 01!Золото
- Парусный спорт, мужчины — Пауль Эльвстрём.
- Каноэ, мужчины — Erik Hansen.

## 02!Серебро
- Парусный спорт, мужчины — Hans Fogh и Ole Petersen.
- Парусный спорт, мужчины — William Berntsen, Steen Christensen и Søren Hancke.
- Футбол, мужчины.

## 03!Бронза
- Каноэ, мужчины — Erik Hansen, Арне Хойер, Erling Jessen и Helmut Sørensen.

## Результаты соревнований

### Академическая гребля
В следующий раунд из каждого заезда проходили несколько лучших экипажей (в зависимости от дисциплины). В финал A выходили 6 сильнейших экипажей.
Мужчины
| Соревнование | Спортсмены                 | Предварительный заезд | Предварительный заезд | Предварительный заезд | Отборочный заезд | Отборочный заезд | Отборочный заезд | Полуфинал | Полуфинал | Полуфинал | Финал                 | Финал                 |
| Соревнование | Спортсмены                 | Заезд                 | Время                 | Место                 | Заезд            | Время            | Место            | Заезд     | Время     | Место     | Время                 | Место                 |
| ------------ | -------------------------- | --------------------- | --------------------- | --------------------- | ---------------- | ---------------- | ---------------- | --------- | --------- | --------- | --------------------- | --------------------- |
| двойки       | Таге Грёндаль Эло Тостенес | 2                     | 7:20,58               | 3                     | 3                | 7:17,06          | 2 Q              | 1         | DNF       | —         | завершили выступление | завершили выступление |